# Dyresfljottjärnen
Dyresfljottjärnen är en sjö i Mora kommun i Dalarna och ingår i Dalälvens huvudavrinningsområde.